# Nézignan-l'Évêque
Nézignan-l'Évêque är en kommun i departementet Hérault i regionen Occitanien i södra Frankrike. Kommunen ligger i kantonen Pézenas som tillhör arrondissementet Béziers. År 2022 hade Nézignan-l'Évêque 1 730 invånare.

## Befolkningsutveckling
Antalet invånare i kommunen Nézignan-l'Évêque
Referens:INSEE